# District 22@

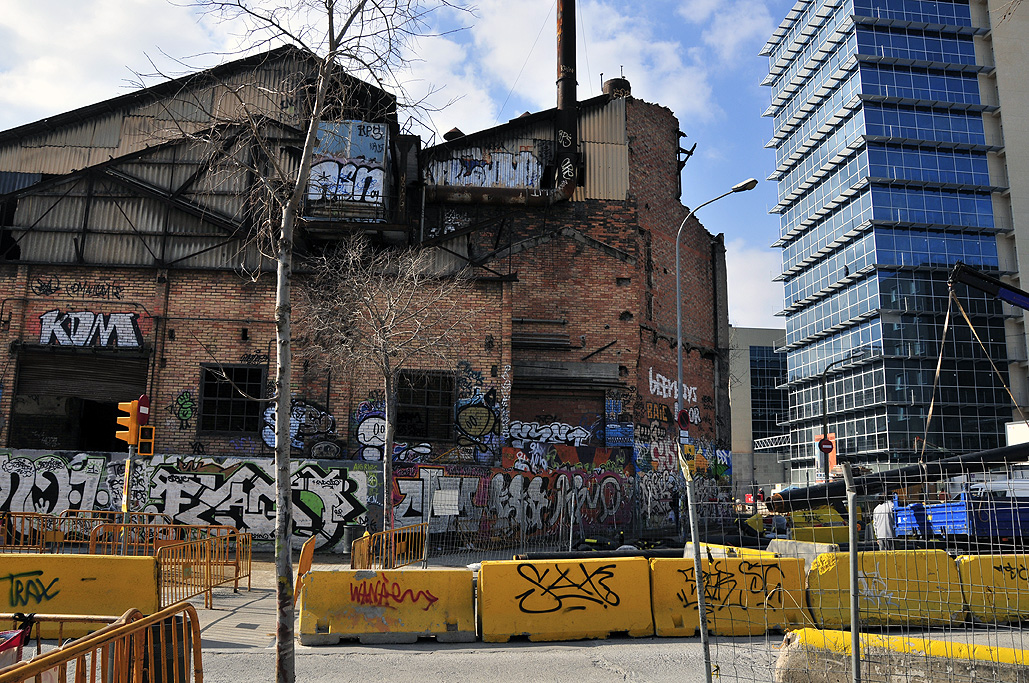
Coexistence entre un ancien bâti industriel et les nouveaux constructions du projet dans le quartier de Poblenou.

Le District 22@, connu aussi comme 22Poblenou à Barcelone en Catalogne, et centré autour de la plaça de les Glòries Catalanes. C'est l'un des projets les plus importants de renouvellement urbain en Europe. Le projet a été approuvé par le conseil municipal de Barcelone en 2000.